# Кузнецов, Иван Кузьмич
Ива́н Кузьми́ч Кузнецо́в (1899—1972) — строитель, работник НКВД СССР, инженер-полковник. Герой Социалистического Труда (1949), лауреат Сталинской премии первой степени (1949).

## Биография
Родился в 1899 году в деревне Натальино Михайловского уезда Рязанской губернии.
В 1932 году окончил геолого-разведочный техникум в городе Алапаевске Свердловской области, в 1938 году — горно-металлургическое отделение Института хозяйственников в Свердловске.
С 1937 года — в органах внутренних дел.
С сентября 1937 года по октябрь 1940 года — начальник горно-буровых работ Соликамского гидроузла НКВД СССР (город Соликамск, Молотовская область).
С октября 1940 года по июль 1941 года — начальник производственного отдела Проектного управления Главгидростроя НКВД СССР в Ленинграде.
С июля 1941 года по апрель 1942 года — главный инженер 3-го района 10-го полевого строительства НКВД СССР (Северо-Западный фронт).
С апреля 1942 года по февраль 1943 года — начальник участка военно-строительных работ 21-го управления оборонного строительства НКО СССР (Калининский фронт). В 1942 году вступил в ВКП(б).
С февраля 1943 года по август 1945 года — начальник 42-го военно-строительного отряда (Прибалтийский фронт).
С августа 1945 года по октябрь 1946 года — заместитель начальника сектора геологии Проектно-изыскательского управления гидротехнических работ (Гидропроект) Главпромстроя НКВД СССР.
С октября 1946 года по май 1949 года был заместителем председателя АО «Висмут» Главного управления советского имущества за границей (ГУСИМЗ) при Совете Министров СССР в Германии. Данное предприятие осуществляло добычу урана в землях Тюрингия и Саксония Германии, а такое название носило для сокрытия основных целей производства.
3 мая 1949 года Кузнецову было присвоено звание «инженер-полковник».
Указом Президиума Верховного Совета СССР от 29 октября 1949 года за исключительные заслуги перед государством при выполнении специального задания инженеру-полковнику Кузнецову Ивану Кузьмичу было присвоено звание Героя Социалистического Труда.
С 3 мая 1949 года — первый заместитель начальника Главного управления строительства Дальнего Севера (Дальстрой) МВД СССР в городе Магадане, с 16 января 1951 года — главный инженер Дальстроя МВД СССР (по совместительству).
4 апреля 1954 года переведен из МВД СССР в Министерство металлургической промышленности СССР.
Умер в 1972 году.

## Награды
- Медаль «Серп и Молот»
- Орден Ленина
- Орден Отечественной войны I степени
- Орден Отечественной войны II степени
- Орден Красной Звезды
- Сталинская премия I степени (1949 год) — за разработку и осуществление новой системы горного вскрытия месторождений урана
- другие награды